# كزبرة عريضة الأوراق
كزبرة عريضة الأوراق (الاسم العلمي: Coriandrum latifolium) هي نوع غير مؤكد من النباتات يتبع جنس الكزبرة من الفصيلة الخيمية.